# Trestadskretsen
Helsingborgs, Landskrona och Lunds valkrets, som också brukade kallas ”trestadskretsen”, var en särskild valkrets med tre mandat i den svenska riksdagens andra kammare i valen 1911–1920. Valkretsen överfördes inför andrakammarvalet 1921 till fyrstadskretsen.

## Riksdagsmän

### 1912–första riksmötet 1914
- Malte Sommelius, lmb
- Adolf Christiernson, s (1912–1913)
  - Thure Ekelund, s (1914)
- Ola Waldén, s

### Andra riksmötet 1914
- Malte Sommelius, lmb
- Adolf Christiernson, s
- Ola Waldén, s

### 1915–1917
- Malte Sommelius, lmb
- Adolf Christiernson, s 1915–1916, vilde 1917
- Ola Waldén, s (1915–8/2 1917)
  - Wilhelm Björck, s (5/3–31/12 1917)

### 1918–1920
- Malte Sommelius, lmb
- Martin Jensen, s
- Ola Waldén, s

### 1921
- Malte Sommelius, lmb
- Martin Jensen, s
- Ola Waldén, s

## Valresultat
| Val                             | AVF  | AVF | LIB  | LIB | SAP  | SAP | Övriga | Övriga | Totalt |
| Val                             | %    | M   | %    | M   | %    | M   | %      | M      | M      |
| ------------------------------- | ---- | --- | ---- | --- | ---- | --- | ------ | ------ | ------ |
| 1911                            | 40,6 | 1   | 10,0 | 0   | 49,3 | 2   | 0,1    | 0      | 3      |
| 1914 A                          | 40,8 | 1   | 10,3 | 0   | 48,9 | 2   | 0,0    | 0      | 3      |
| 1914 B                          | 40,5 | 1   | 9,8  | 0   | 49,7 | 2   | 0,0    | 0      | 3      |
| 1917                            | 32,9 | 1   | 10,0 | 0   | 45,6 | 2   | 11,5   | 0      | 3      |
| 1920                            | 36,5 | 1   | 9,1  | 0   | 54,4 | 2   | 0,0    | 0      | 3      |
| Källa: Statistiska centralbyrån |      |     |      |     |      |     |        |        |        |

## Jämför med
- Trestad (område i Västra Götalands län)